# Carlos Leal (politique)
Pour les articles homonymes, voir Carlos Leal et Leal.
Carlos Leal, de son nom complet Carlos Augusto Leal Tellería, est un général de division et homme politique vénézuélien né le 3 avril 1964. Il est l'actuel ministre vénézuélien de l'Alimentation depuis le 15 avril 2019.

## Carrière militaire
Carlos Leal est général de division, issu de la promotion Francisco de Paula Alcántara de 1986.

## Polémiques internationales
En avril 2019, il est sanctionné par le Canada, par la voix de sa ministre des Affaires étrangères Chrystia Freeland, pour son implication dans « des activités qui sapent les institutions démocratiques » du Venezuela. Le soir même de l'annonce du gouvernement canadien, il est nommé ministre de l'Alimentation du Venezuela par le président Nicolás Maduro.